# Нарбікова Валерія Спартаківна
Валерія Спартаківна Нарбікова (24 лютого 1958, Москва — 9 листопада 2024) — російський прозаїк і художниця.

## Біографія
Закінчила Літературний інститут імені Горького. Дебютувала в 1978 році добіркою віршів у альманасі «День поезії», систематично публікується як прозаїк з 1988 року.
У 1992 у «Известиях» вперше вийшла велика критична стаття про її повість «Рівновага світла денних і нічних зірок» (К. Кедров «У просторі любові і свободи».
Друкувалася у журналах «Знамя», «Стрелец», «Крещатик», «Юность» та ін. Видані шість книг у Росії, а також п'ять (у перекладах) — у Франції, Німеччині, Нідерландах, Італії, тогочасній Чехословаччині.
Була одружена з галеристом і видавцем Олександром Глезером, який сказав в інтерв'ю 2003 року: «У моєму журналі „Стрелец“ збираюся надрукувати останню книгу моєї колишньої дружини письменниці Валерії Нарбікової, яку ніхто не хоче видавати в Росії, тому що в ній занадто багато „відвертого“. Але непристойна лексика, еротичні сцени, які не служать епатажу, для мене є нормою».
Член Спілки письменників Москви, Російського ПЕН-центру (в лютому 1995 вийшла з виконкому ПЕН-центру після того, як ПЕН-центр відмовив у прийомі її чоловікові Олександру Глезера), Антидифамаційної ліги (1993), редакційної ради журналу «Юность» і «Журнала ПОэтов» (1995). Удостоєна Премії імені Володимира Набокова (1995, 1996), яку присудив їй журнал Олександра Глезера.
Займалася живописом; демонструвала свої роботи на виставках починаючи з 1997 року.

## Цікаві факти
У 2004 році прийняла посвяту в ДТОБ (Добровільне товариство охорони бабок, створене К. Кедровим) в Галереї ТВ АРТ.

### Книги
1. План первого лица. И второго. 1989;
2. Равновесие света дневных и ночных звезд: Повесть. — М.: Всесоюзный молодёжный книжный центр, 1990. — 205 с.
3. Ад как да — да как ад. 1991;
4. Около эколо… Повести. — М.: Exlibris; Издательство советско-британского СП «Слово», 1992. — 283 с.
5. Избранное, или Шепот шума: Романы. Повесть. — М.: Париж—Нью-Йорк: Третья волна, 1994. — 332 с.
6. Время в пути. — М.: Третья волна, 1997.
7. Сквозь К ДООС 2005 (Нарбикова, Кедров.)
8. Равновесие света дневных и ночных звезд: Роман. — М.: Новое литературное обозрение, 2013. — 224 с.

### Книги, видані в перекладах
1. Около эколо. — Париж: Альбен Мишель, 1992. (на нідерландську)
2. Равновесие света дневных и ночных звезд. — Амстердам: Верелдбиблиотик, 1992.
3. Около эколо. — Амстердам: Верелдбиблиотик, 1993 (німецька)
4. Равновесие света дневных и ночных звезд.: Франкфурт-на-Майне: Зуркамп, 1993.
5. Пробег — про бег. — Франкфурт-на-Майне: Зуркамп, 1994.

### Публікації в журналах
1. Равновесие света дневных и ночных звезд // Юность. — 1988
2. План первого лица. И второго // Третья модернизация. — 1989
3. Около эколо… // Юность. — 1990
4. Пробег — про бег // Знамя. — 1990
5. …И путешествие // Знамя. — 1996
6. Инициалы // Стрелец. — 1996
7. Девочка показывает // Знамя. — 1998
8. Султан и отшельник // Крещатик. — 2006
9. Вот уже который год // Дети Ра. — 2009
10. Сквозь // Перемены. — 2011—2012
11. …И путешествие // Перемены. — 2012

## Нагороди
- Срібна медаль Міжнародного фестивалю фестивалів «ЛіФФт» (2017)[1].